# غوردون ماكليود
غوردون ماكليود (بالإنجليزية: Gordon McLeod)‏ هو لاعب كرة سلة أسترالي سابق.

## روابط خارجية
- غوردون ماكليود على موقع الاتحاد الدولي لكرة السلة (الإنجليزية)
- غوردون ماكليود على موقع سبورتس رفرنس (الإنجليزية)
- غوردون ماكليود على موقع أوليمبيديا (الإنجليزية)
- غوردون ماكليود على موقع اللجنة الأولمبية الأسترالية (الإنجليزية)